# Estação Place Monge
Place Monge é uma estação da linha  7 do Metrô de Paris, localizada no 5.º arrondissement de Paris.

## Localização
A estação está localizada no meio do 5.º arrondissement de Paris, sob a rue Monge ao nível da praça de mesmo nome. Orientada ao longo de um eixo norte-sul, ela se intercala entre a estação de correspondência Jussieu e a estação Censier - Daubenton.

## História
A estação foi aberta em 15 de fevereiro de 1930, durante a extensão da linha 10 entre Odéon e Place d'Italie. Em 26 de abril de 1931, a estação não foi mais servida pela linha 10 mas pela linha 7, que efetuou então o trajeto de Pré-Saint-Gervais ou de Porte de la Villette a Porte d'Ivry.
A estação deve o seu nome à place Monge e à rue Monge, nomeadas depois de Gaspard Monge (1746-1818), matemático francês que permitiu a construção da Escola Normal Superior e fundou a Escola Politécnica. Tem como sub-título Jardin des Plantes – Arènes de Lutèce, a estação sendo situada a oeste do Jardim das Plantas e possuindo um acesso à rue de Navarre (acesso n°2), nas imediações das Arenas de Lutécia.
Em 2011, 2 927 184 passageiros entraram nesta estação. Ela viu entrar 3 057 167 passageiros em 2013, o que a coloca na 174ª posição das estações de metro por sua presença em 302.

## Serviços aos Passageiros

### Acessos
A estação dispõe de duas saídas. A situada na extremidade sul das plataformas leva à place Monge; ela é dotada de uma escada rolante. A segunda saída leva mais ao norte, na rue de Navarre, perto das Arenas de Lutécia e é equipada de uma edícula original cuja arquitetura faz eco à das arenas.

### Plataformas
A estação é de configuração padrão: as plataformas são separadas pelas vias do metrô sitadas ao centro e a abóbada é elíptica. Eles são organizados no estilo "Andreu-Motte": eles possuem uma rampa luminosa marrom, bancos em telhas vermelhas planas e assentos "Motte" laranjas. Estas instalações são casados com as telhas biseladas brancas. Os quadros publicitários são em faiança mel de cor e o nome da estação é também piso em azulejo.
As plataformas foram projetadas a fim acolher os trens de 105 metros de comprimento, mas apenas 75 metros são realmente utilizados. Um aparelho de via está localizado na extremidade norte da estação na parte não utilizada das plataformas, coisa muito rara na rede.

### Intermodalidade
A estação é servida pela linha 47 da rede de ônibus RATP e, à noite, pelas linhas N15 e N22 da rede Noctilien.

## Pontos turísticos
O Jardim das Plantas e as Arenas de Lutécia estão nas proximidades, bem como o bairro da rue Mouffetard.

Galeria de fotografias
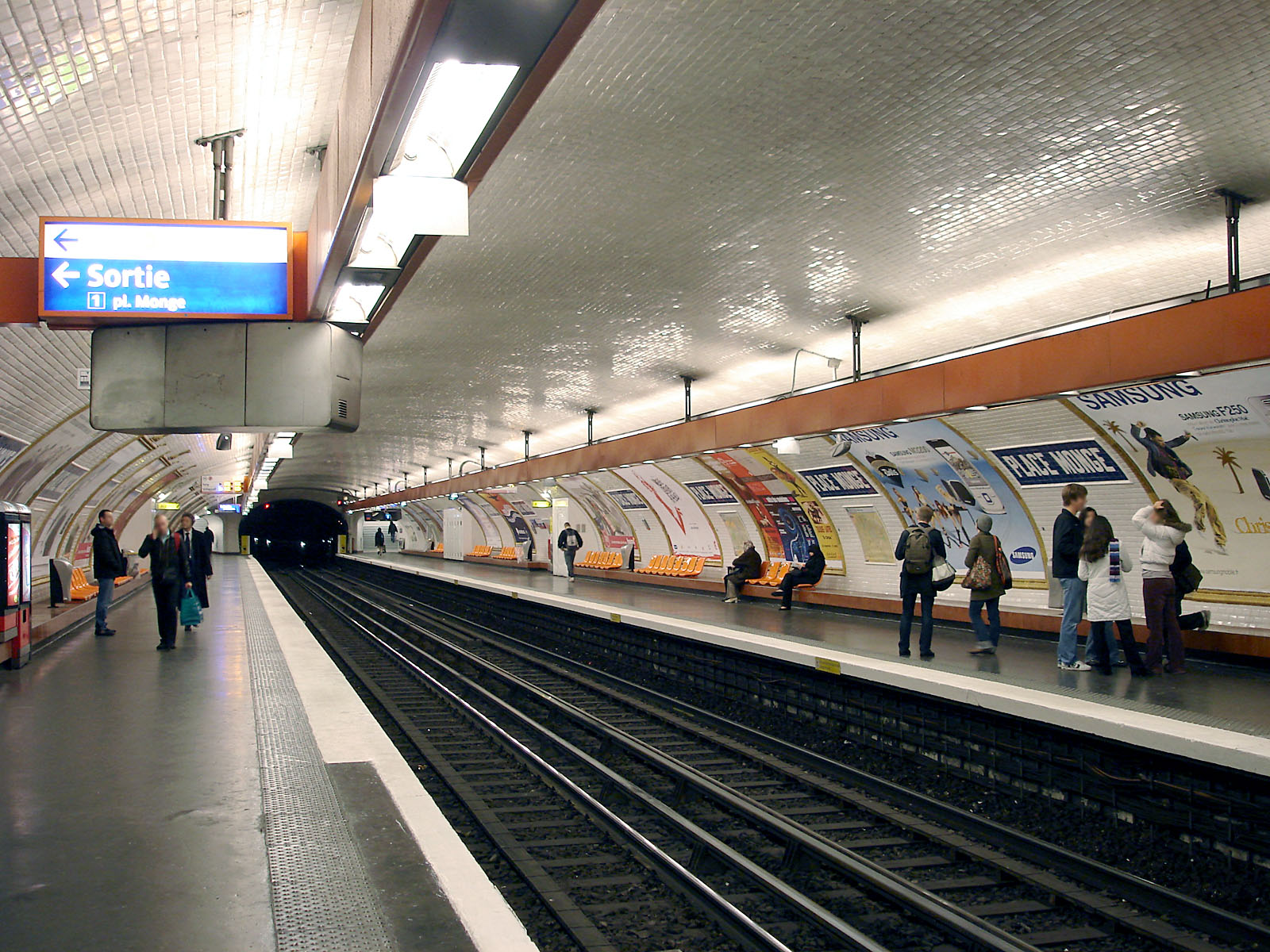
Plataformas da estação em direção ao norte.
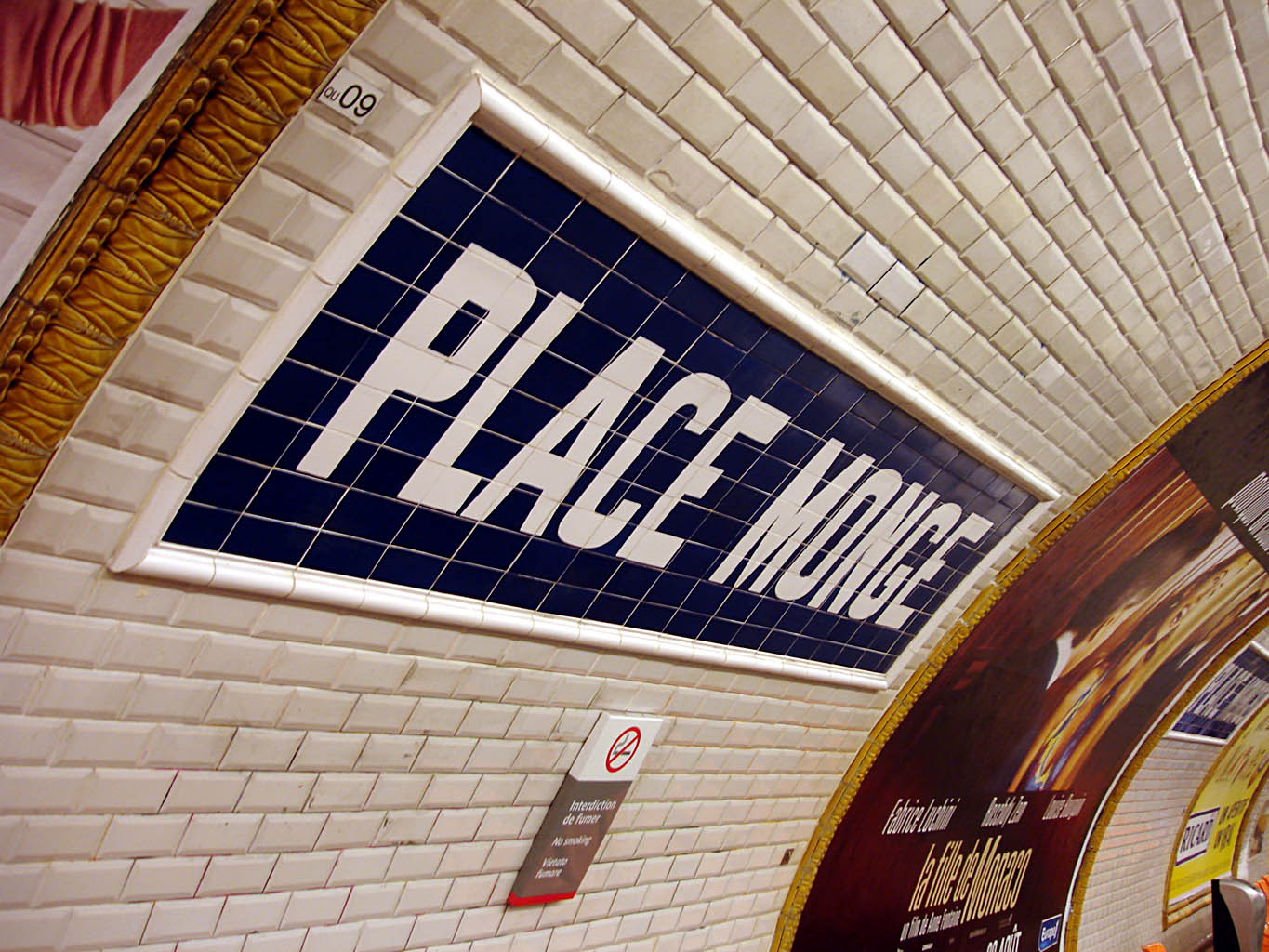
Nome da estação em telhas de faiança.
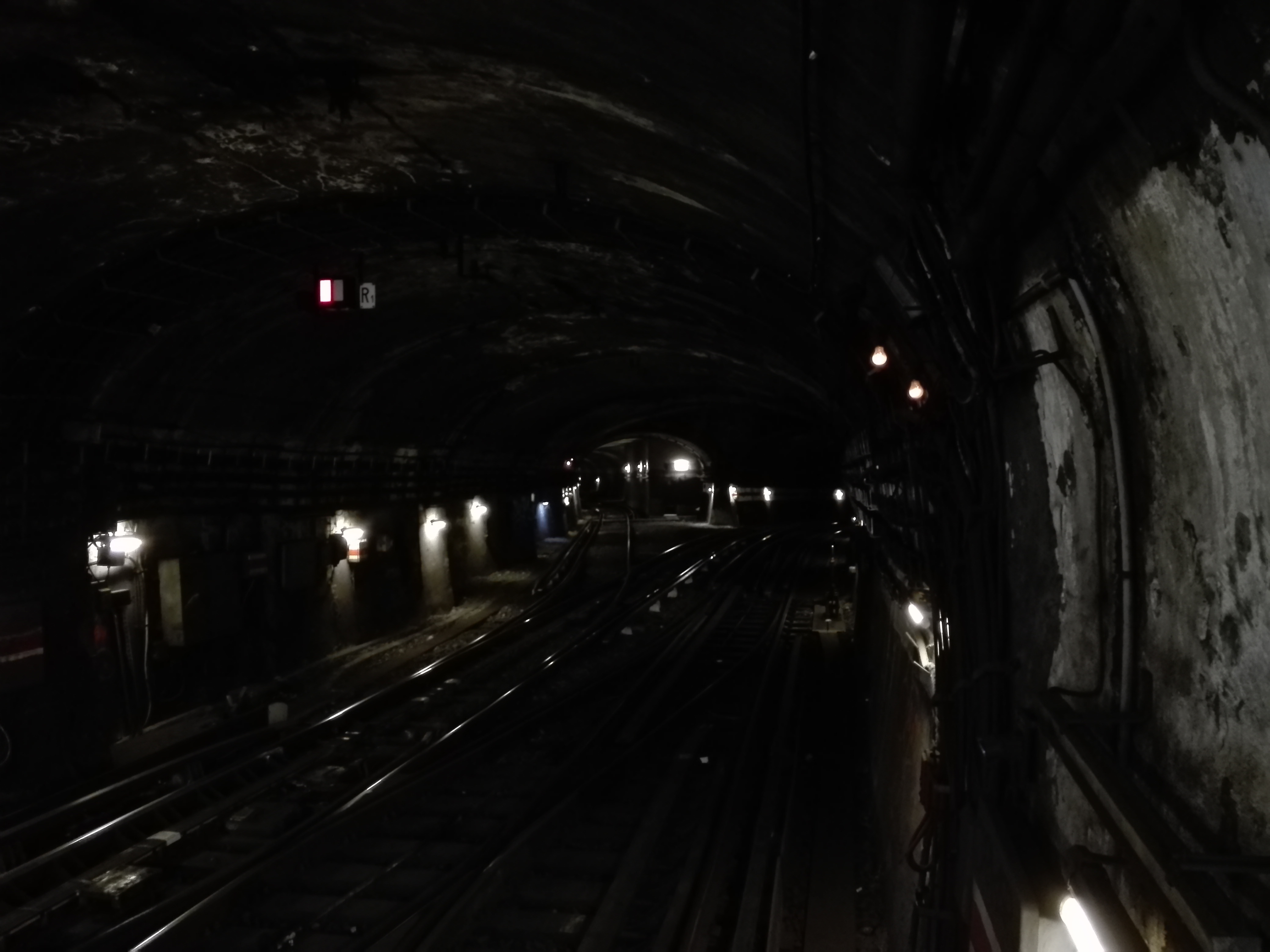
A conexão com a linha 10 na entrada da estação.
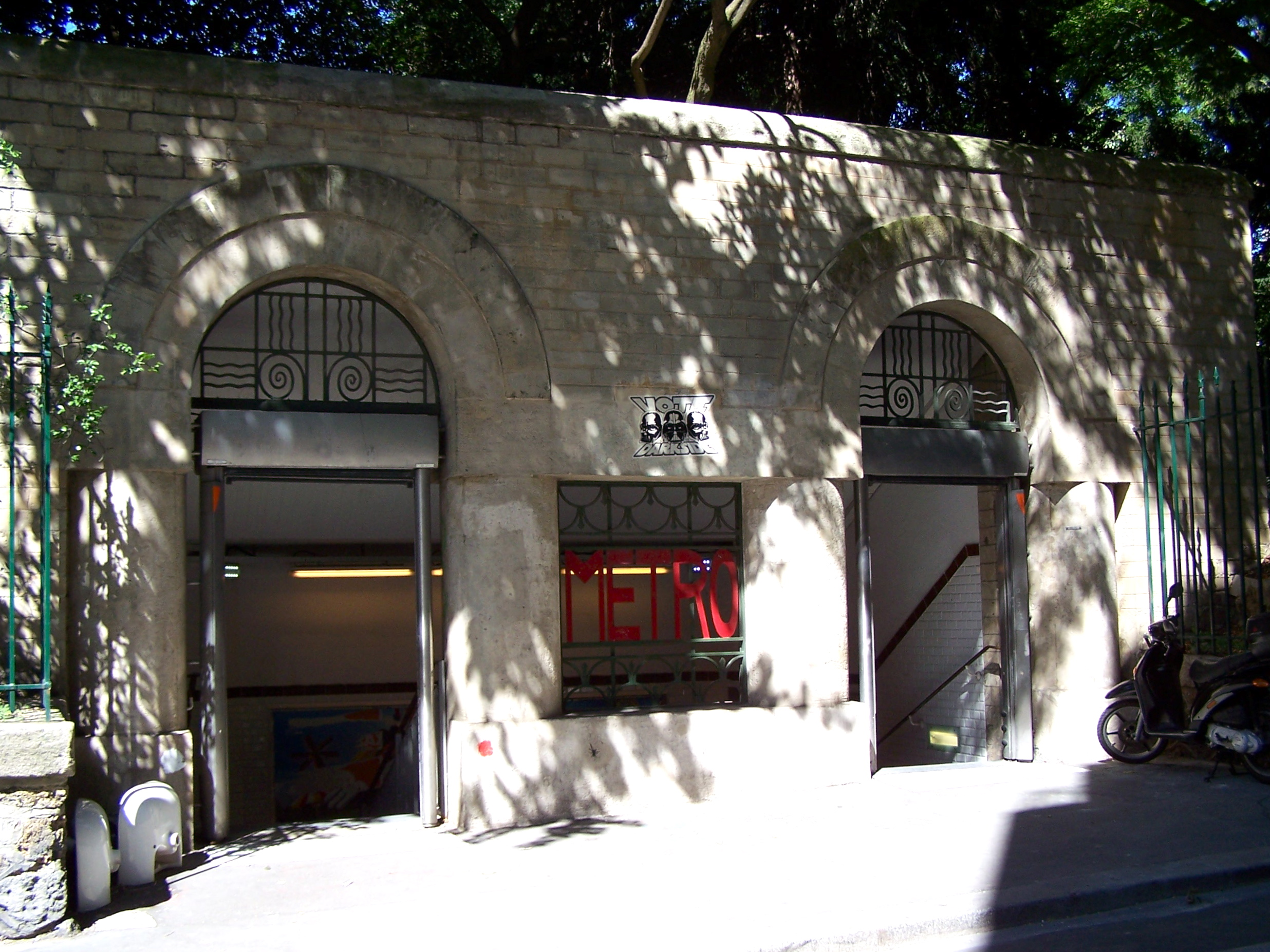
Edícula particular, rue de Navarre.